# 奎斯布河

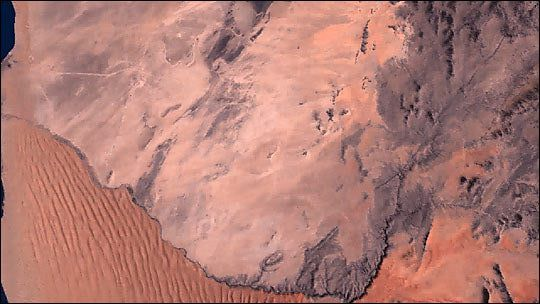
衛星圖片

奎斯布河（Kuiseb River）是納米比亞的河流，從霍馬斯區溫得和克以西的高地流往鯨灣港，其中一邊河岸是全球最高的沙丘，河流南部的赤沙丘高度超過150米。
沙丘隨著盛行風往北方移動，沙塵不斷吹入北部的奎斯布河，沙泥堆積使河水只能在水災流入海中。

## 外部連結
- NASA Earth Explorer page
- Kuiseb Project at the Helmholtz Centre for Environmental Research - UFZ （页面存档备份，存于）

23°07′S 14°32′E / 23.12°S 14.53°E